# Seseli junatovii
Seseli junatovii là một loài thực vật có hoa trong họ Hoa tán. Loài này được V.M. Vinogr. miêu tả khoa học đầu tiên năm 1985.